# Oratorio di San Sebastiano (Stella)
L'oratorio di San Sebastiano è un luogo di culto cattolico situato nella frazione di San Giovanni nel comune di Stella, in provincia di Savona. Antica chiesa parrocchiale di San Giovanni, si trova sulla collina del castello di Stella, a fianco dell'ingresso del cimitero.

## Storia

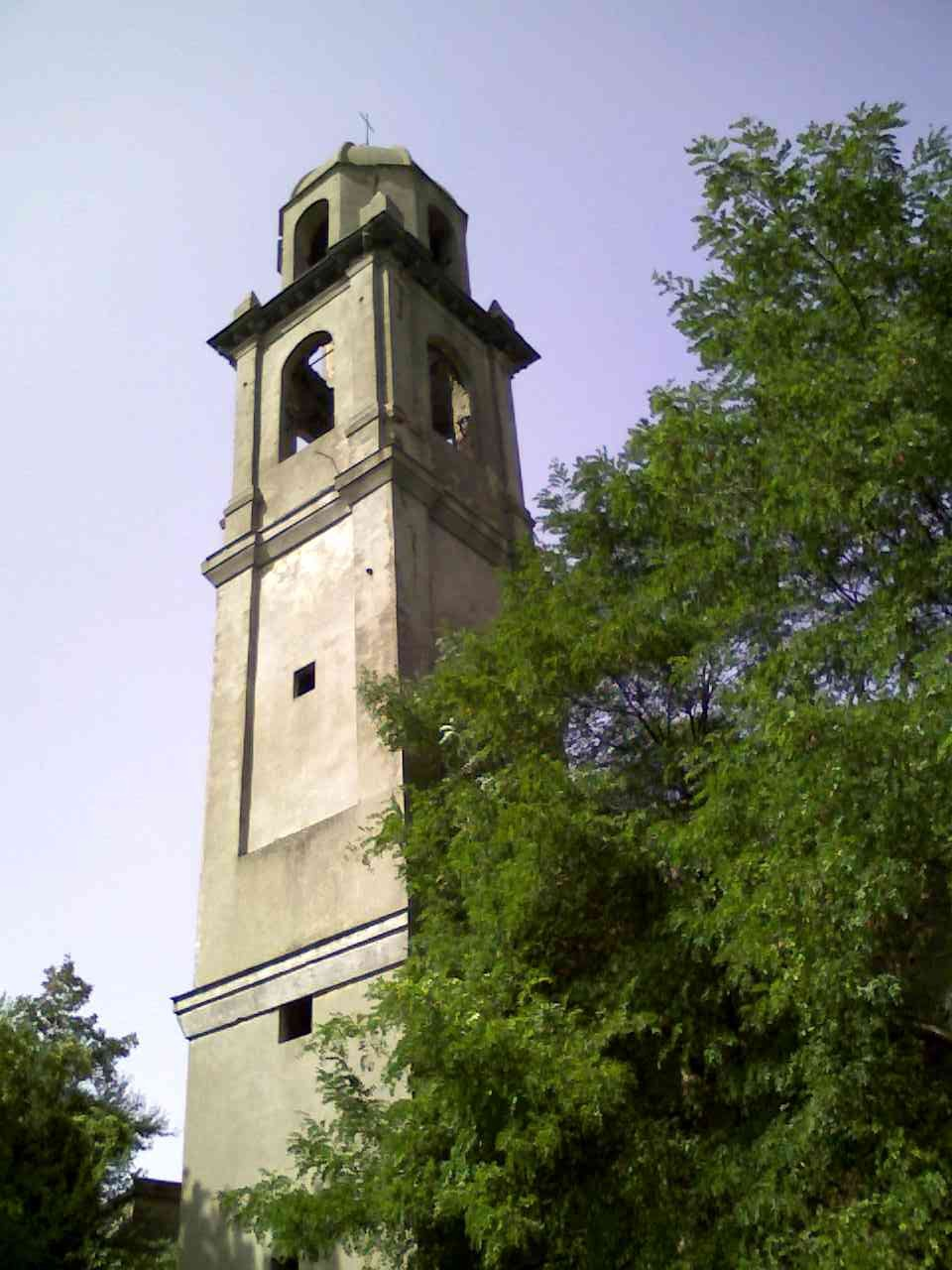
Il campanile

L'oratorio era un piccolo edificio posto poco fuori dall'abitato di Stella San Giovanni, lungo la strada che conduce alle località Marcondino e Mezzano. Fu venduto dalla confraternita di San Sebastiano alla fine del XIX secolo e trasformato in abitazione privata.
Sopraelevato di un piano, è ancora riconoscibile l'abside. La confraternita alienò tale edificio poiché nel 1889 era entrata in possesso dell'antica parrocchiale come pagamento dei forti contributi versati in favore della costruzione della nuova chiesa di San Giovanni. La vecchia chiesa diventò quindi oratorio e rimase utilizzato fino all'immediato secondo dopoguerra.
L'edificio, che si sviluppa sull'antica chiesa di cui si ha notizia fin dal Duecento, risale presumibilmente ai primi del XVI secolo e divenne chiesa parrocchiale nel 1568. In origine era a navata unica con soffitto in travi di legno e pavimento in terra battuta. La canonica (oggi demolita) e il campanile risalgono invece ai primi decenni del Seicento. La torre campanaria fu in seguito sopraelevata in epoca imprecisata e furono aggiunte le navate laterali.
I cedimenti del terreno ne minarono le fondamenta a partire dal XIX secolo. Furono tentati interventi di recupero negli anni trenta del Novecento, ma con scarsi risultati. L'oratorio è oggi inaccessibile ed in completa rovina.

## Descrizione

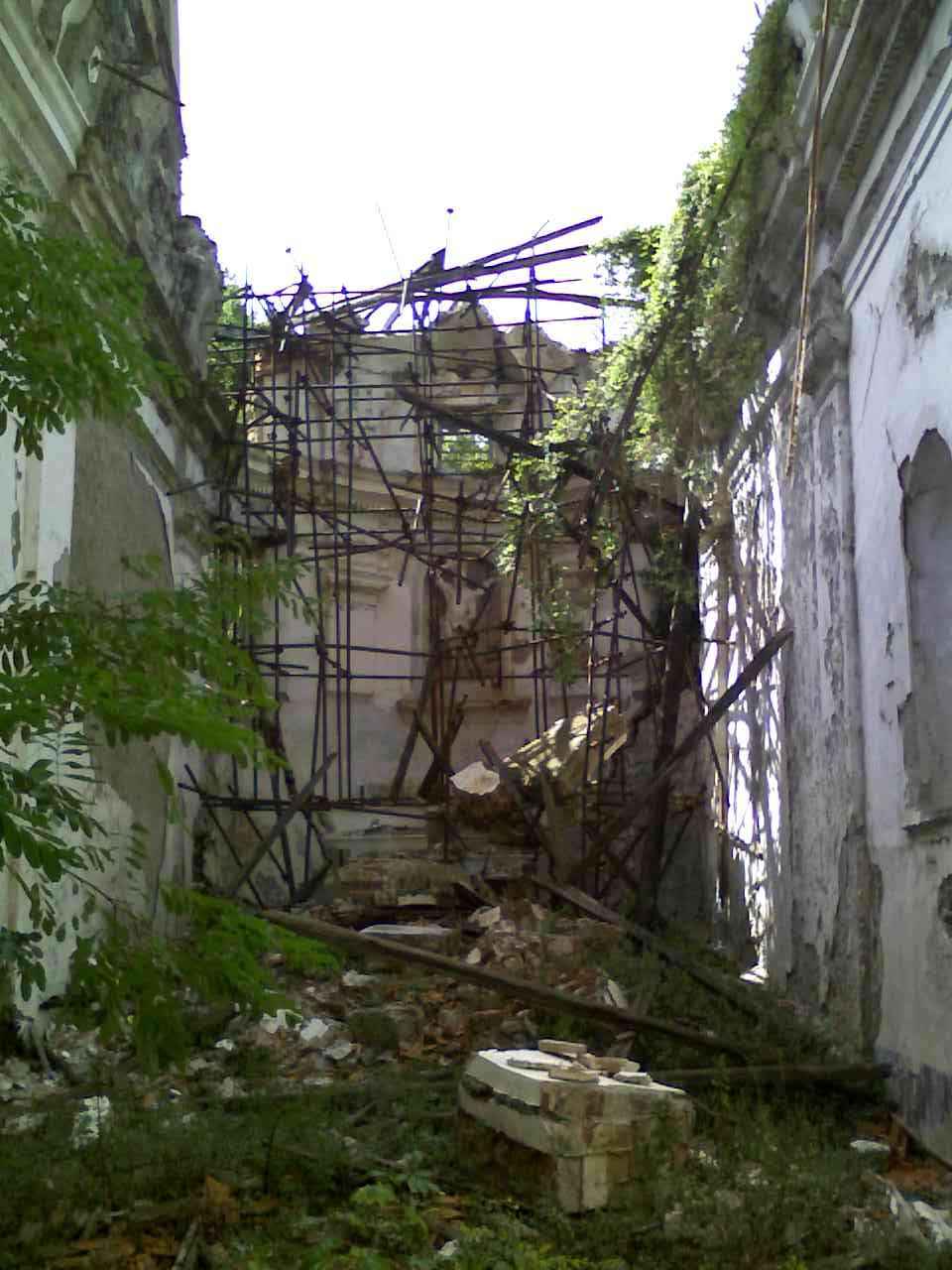
L'interno

L'oratorio si presenta oggi a navata unica con volta a botte. Le navate laterali furono demolite e gli archi della navata centrale murati negli anni trenta del Novecento, nel vano tentativo di rendere più stabile la struttura. L'interno era stato completamente svuotato e non vi sono tracce di affreschi.
Statue, quadri e organo furono trasferiti nella nuova chiesa sin dalla fine del XIX secolo. Rimane solo nella nicchia centrale dell'abside una statua in gesso raffigurante San Sebastiano, opera di Antonio Brilla, deteriorata da pioggia e neve. La volta è ormai completamente crollata sfondando in alcuni punti il pavimento, dal quale affiorano strutture sottostanti, e distruggendo il piccolo altare in marmo, solo in parte conservato. Reggono abbastanza bene solo la facciata e il campanile, anche se fortemente inclinato verso sud-est, mentre l'abside e soprattutto i muri laterali sono fortemente compromessi. L'architrave in marmo del portone principale porta la data del 1844. Sopra l'architrave si trova un più antico fregio in ardesia risalente alla prima metà del XVI secolo, con scritta in latino e tre stemmi (quello centrale appartiene alla Repubblica di Genova) molto consumati dagli agenti atmosferici e in parte illeggibile. All'interno si conserva in parte il pavimento ottocentesco in ottagoni di ardesia e quadrati in marmo, su cui fu apposto un pavimento in cementine nel secolo successivo.
A partire dal 2014 è iniziata un'opera di consolidamento dei ruderi per  preservarli da ulteriori crolli.